# EBU Circuit 1998/99
Der EBU Circuit 1998/1999 war die 12. Auflage dieser europäischen Turnierserie im Badminton.

## Die Wertungsturniere
| Nr. | Turnier                              | Austragungsort    | Termin                       |
| --- | ------------------------------------ | ----------------- | ---------------------------- |
| 1   | Czech International 1998             | Liberec           | 1.–4. Oktober 1998           |
| 2   | Slovak International 1998            | Nitra             | 8.–11. Oktober 1998          |
| 3   | Slovenia International 1998          | Ljubljana         | 22.–25. Oktober 1998         |
| 4   | Hungarian International 1998         | Budapest          | 29. Oktober–1. November 1998 |
| 5   | Norwegian International 1998         | Sandefjord        | 5.–8. November 1998          |
| 6   | Iceland International 1998           | Reykjavík         | 13.–15. November 1998        |
| 7   | Spanish International 1998           | Sevilla           | 19.–22. November 1998        |
| 8   | Scottish Open 1998                   | Edinburgh         | 26.–29. November 1998        |
| 9   | Welsh International 1998             | Cardiff           | 3.–6. Dezember 1998          |
| 10  | Irish Open 1998                      | Dublin            | 10.–13. Dezember 1998        |
| 11  | Portugal International 1999          | Caldas da Rainha  | 14.–17. Januar 1999          |
| 12  | La Chaux-de-Fonds International 1999 | La Chaux-de-Fonds | 11.–14. Februar 1999         |
| 13  | French International 1999            | Paris             | 17.–21. März 1999            |
| 14  | Austrian International 1999          | Pressbaum         | 29. April–2. Mai 1999        |